# Uhniv
Uhniv (ukrajinsky Угнів; polsky Uhnów; rusky Угнев – Ugněv) je město ve Lvovské oblasti na Ukrajině. Leží na samém západě Ukrajiny zhruba 62 kilometrů na severozápad od Lvova. V roce 2011 mělo zhruba tisíc obyvatel.

## Dějiny
První písemná zmínka o městě je z roku 1360, přičemž městem dle Magdeburského práva se stalo v roce 1462. Od roku 1774 do roku 1918 patřilo do rakouské Haliče. Po první světové válce se stalo součástí Druhé Polské republiky. Pak bylo od září 1939 do roku 1941 okupováno Sovětským svazem a od roku 1941 do roku 1944 Německem. Po válce bylo opět součástí Polska, ale v rámci polsko-sovětské výměny území v roce 1951, kterou získal Sovětský svaz zdejší bohaté zásoby uhlí, se stalo jeho součástí a bylo začleněno do Ukrajinské sovětské socialistické republiky a následně se v roce 1991 stalo součástí Ukrajiny.